# جيمس إل. هيل
جيمس إل. هيل (بالإنجليزية: James L. Hill) هو سياسي أمريكي، ولد في 1834، وتوفي في 1888.